# Спенсерова строфа

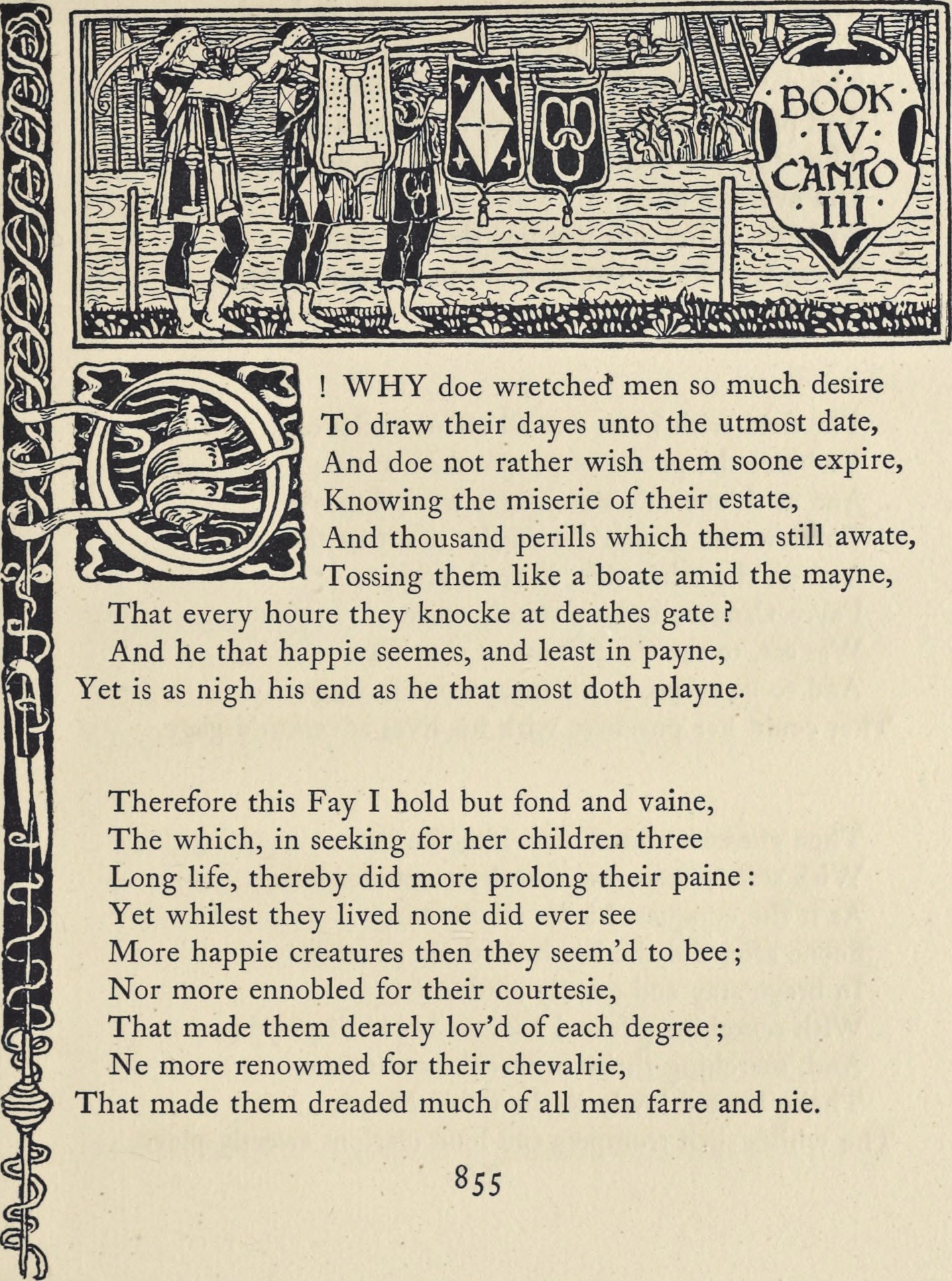
Страница издания «Королевы фей» 1895 года

Спе́нсерова строфа́ (англ. Spenserian stanza) — строфа, созданная Эдмундом Спенсером в его поэме «Королева фей» (1590—1596). Состоит из девяти стихов с рифмовкой ababbcbcc. Повторно популяризована Байроном в «Паломничестве Чайльд-Гарольда».

## Происхождение
Спенсерова строфа названа в честь английского поэта XVI века Эдмунда Спенсера, впервые применившего её в своей поэме «Королева фей». В основу им была положена строфа французской баллады: восьмистишие, состоящее из двух четверостиший перекрёстной рифмовки с одной общей рифмой: АБАБ + БВБВ. Взяв эту схему, Спенсер добавил девятый стих, удлинённый по сравнению с предыдущими на одну стопу. В качестве других возможных прообразов спенсеровой строфы называют также итальянскую октаву и «Рассказ Монаха» Джеффри Чосера (входящий в состав «Кентерберийских рассказов»).

## Строение
Спенсерова строфа состоит из девяти строк, рифмующихся по схеме ababbcbcc; размер первых восьми строк — пятистопный ямб, девятой — шестистопный ямб. Она эффектна по форме и трудна технически, поскольку в ней всего три рифмы, из которых одна повторяется дважды, другая — трижды, третья — четырежды. Кроме того, в спенсеровой строфе принято соблюдать правило альтернанса; если строфа начинается «мужской» либо «женской» строкой, то ею же и заканчивается, причём во избежание стыков оба вида чередуют.
| Первая строфа «Королевы фей» | Перевод В. Б. Микушевича |
| --- | --- |
| Lo I the man, whose Muse whilome did maske, As time her taught, in lowly Shepheards weeds, Am now enforst a far unfitter taske, For trumpets sterne to chaunge mine Oaten reeds, And sing of Knights and Ladies gentle deeds; Whose prayses having slept in silence long, Me, all too meane, the sacred Muse areeds To blazon broad emongst her learned throng: Fierce warres and faithfull loues shall moralize my song. | Наряд пастуший сбрасываю с плеч; Угодно ныне музе-чаровнице В несвойственный мне труд меня вовлечь, Чтоб трубный глас наследовал цевнице И пел я гимны рыцарской деснице, Прославив красоту любезных дам, Чтоб мне примкнуть к священной веренице Тех, кто привержен думам и трудам; Любви и доблести я должное воздам. |

## Распространение
В английском стихосложении спенсерова строфа, первоначально воспринятая как новаторство, быстро утратила популярность и была практически забыта на протяжении XVII—XVIII веков. Лишь в XIX веке поэты-романтики — Байрон, Шелли, Китс — возродили к ней интерес. Так, спенсеровой строфой написано знаменитое «Паломничество Чайльд-Гарольда»; в предисловии к нему Байрон следующим образом характеризовал выбранный им размер: «Спенсерова строфа, принадлежащая одному из наших наиболее прославленных поэтов, допускает огромное разнообразие».
Впоследствии спенсерова строфа была заимствована литературами других стран, войдя, в частности, в немецкую и русскую поэзии. Вместе с тем широкого распространения она не получила, употребляясь преимущественно в переводах (причём переводчики XIX века её упрощали из-за чрезмерной сложности) и стилизациях (к последним относится аллегорическая поэма Михаила Кузмина «Всадник»). Кроме того, влияние спенсеровой строфы прослеживается в строении 10-стишных и 11-стишных строф М. Ю. Лермонтова («Сашка» и др.).